# Мель (Верхняя Гаронна)
Мель (фр. Melles, окс. Mèles) — коммуна во Франции, находится в регионе Юг — Пиренеи. Департамент — Верхняя Гаронна. Входит в состав кантона Сен-Беа. Округ коммуны — Сен-Годенс.
Код INSEE коммуны — 31337.

## География

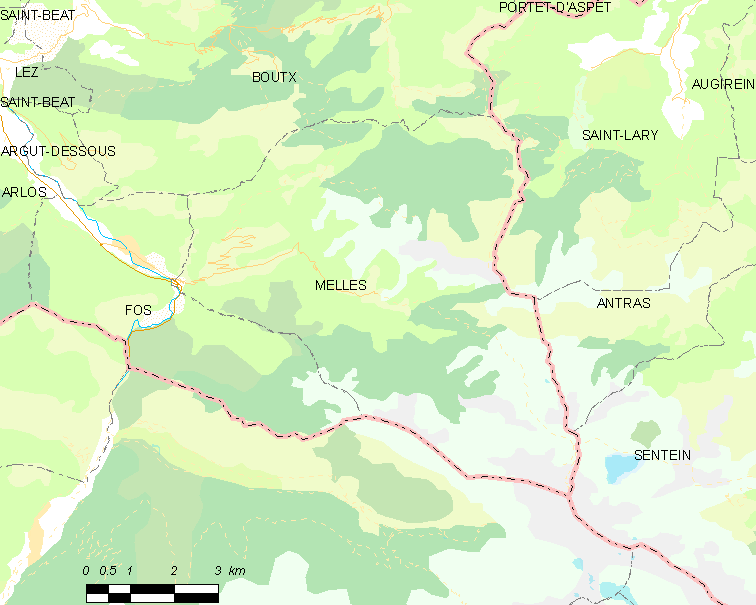
Карта коммуны

Коммуна расположена приблизительно в 680 км к югу от Парижа, в 100 км к юго-западу от Тулузы.
Около половины территории коммуны занимают леса.

## Климат
Климат умеренно-океанический. Зима мягкая и снежная, весна характеризуется сильными дождями и грозами, лето сухое и жаркое, осень солнечная. Преобладают сильные юго-восточные и северо-западные ветры.

## Население
Население коммуны на 2010 год составляло 113 человек.
| 1962 | 1968 | 1975 | 1982 | 1990 | 1999 | 2010 |
| ---- | ---- | ---- | ---- | ---- | ---- | ---- |
| 218  | 183  | 162  | 115  | 109  | 104  | 113  |

## Администрация
| Период | Период | Фамилия      | Партия                    | Примечания |
| ------ | ------ | ------------ | ------------------------- | ---------- |
| 1971   | 2014   | Андре Ригони | Союз за народное движение |            |
| 2014   | 2020   | Анни Эраль   |                           |            |

## Экономика
В 2010 году среди 73 человек трудоспособного возраста (15—64 лет) 51 были экономически активными, 22 — неактивными (показатель активности — 69,9 %, в 1999 году было 69,4 %). Из 51 активных жителей работали 45 человек (33 мужчины и 12 женщин), безработных было 6 (3 мужчин и 3 женщины). Среди 22 неактивных 2 человека были учениками или студентами, 14 — пенсионерами, 6 были неактивными по другим причинам.